# Yilmar Mosquera
Yilmar Mosquera (San José del Guaviare, Colombia, 19 de febrero de 1996) es un futbolista colombiano. Juega como arquero y su actual equipo es el Tempo Białka de Polonia.

## Trayectoria

### Inicios
Yilmar nació en San José del Guaviare, la capital del departamento del Guaviare al sur de Colombia. Allí, empezó a jugar fútbol, e integró la selección del Guaviare hasta los 14 años.  A esa misma edad, gracias a la gestión de Eduardo Cañón, el director de las inferiores de Santa Fe, llega a la ciudad de Bogotá a jugar con el primer campeón del Fútbol Profesional Colombiano. En el conjunto de la capital de Colombia, hace todo el proceso en las inferiores. 
Entre 2015 y 2016, fue convocado al equipo profesional de Santa Fe a varios partidos de liga y su debut deportivo se da 2015 vs Olmedo. En el primer semestre del 2017, Yilmar llega a Cúcuta Deportivo en condición de préstamo, donde igualmente es convocado a una considerable cantidad de partidos, tanto por el Torneo Águila como por la Copa Águila, pero  a final de año decide irse del equipo.

### Kalwarianka
Su paso a este club se da en el segundo semestre del 2018, Yilmar llega al equipo de la Ciudad de Kalwaria Zebrzydowska, en este equipo suma 14 encuentros a su prematura carrera.

### Tempo Białka
En el segundo semestre del 2019, se informa que Yilmar es transferido al Tempo Białka del mismo país.

## Clubes
| Club                   | País     | Año           |
| ---------------------- | -------- | ------------- |
| Independiente Santa Fe | Colombia | 2012-2017     |
| Cúcuta Deportivo       | Colombia | 2017          |
| Mks Kalwarianka        | Polonia  | 2018-2019     |
| Tempo Białka           | Polonia  | 2019-presente |

## Palmarés

### Campeonatos nacionales
| Título                | Club     | País     | Año  |
| --------------------- | -------- | -------- | ---- |
| Torneo Finalización   | Santa Fe | Colombia | 2014 |
| Torneo Finalización   | Santa Fe | Colombia | 2016 |
| Super Liga Colombiana | Santa Fe | Colombia | 2015 |

### Campeonatos internacionales
| Título            | Club     | País           | Año  |
| ----------------- | -------- | -------------- | ---- |
| Copa Sudamericana | Santa Fe | Colombia       | 2015 |
| Copa Suruga Bank  | Santa Fe | Kashima, Japón | 2016 |